# Revolutionary Vol. 2
Albums de Immortal Technique
Revolutionary Vol. 1
(2001) The 3rd World
(2008)
Revolutionary Vol. 2 est le deuxième album studio d'Immortal Technique, sorti le 18 novembre 2003. 

## Contenu
Dans cet album, Immortal Technique s'en prend au gouvernement américain, et particulièrement à l'administration Bush.
L'opus aborde également les thèmes de la pauvreté, du travail forcé, de la censure, les attentats du 11 septembre 2001, de la partialité des médias et de la lutte des classes.
Il y a deux featurings de Mumia Abu-Jamal, un dans le premier titre et l'autre dans Homeland and Hip Hop dans lequel il parle des relations entre le hip-hop et la sécurité intérieure américaine.

## Liste des titres
| No  | Titre                                                                                              | Contient un (des) sample(s) de                                                                       | Durée |
| --- | -------------------------------------------------------------------------------------------------- | --- | ----- |
| 1.  | Revolutionary Intro (featuring Mumia Abu-Jamal)                                                    | | 0:13  |
| 2.  | The Point of No Return                                                                             | | 4:03  |
| 3.  | Peruvian Cocaine (featuring Pumpkinhead, Diabolic, Tonedeff, Poison Pen, Loucipher ET C-Rayz Walz) | Colombia de Giorgio Moroder                                                                          | 4:50  |
| 4.  | Harlem Streets                                                                                     | Harlem Kids Get Biz de McGruff                                                                       | 3:54  |
| 5.  | Obnoxious                                                                                          | The Message de Grandmaster Flash and The Furious Five featuring Grandmaster Melle Mel et Duke Bootee | 4:51  |
| 6.  | The Message and the Money                                                                          | | 3:57  |
| 7.  | Industrial Revolution                                                                              | Ike's Rap I d'Isaac Hayes                                                                            | 3:40  |
| 8.  | Crossing the Boundary                                                                              | You and Me des Stylistics                                                                            | 4:49  |
| 9.  | Sierra Maestra                                                                                     | | 0:49  |
| 10. | The 4th Branch                                                                                     | Synthetic Substitution de Melvin Bliss Siento Mucho Amiga Mia de Roberto Carlos                      | 5:20  |
| 11. | Internally Bleeding                                                                                | Queen of the Night de Maggie Bell                                                                    | 2:47  |
| 12. | Homeland and Hip Hop (featuring Mumia Abu-Jamal)                                                   | | 2:46  |
| 13. | The Cause of Death                                                                                 | | 5:55  |
| 14. | Freedom of Speech                                                                                  | I've Got No Strings de Dickie Jones                                                                  | 3:09  |
| 15. | Leaving the Past                                                                                   | | 4:30  |
| 16. | Truth's Razors                                                                                     | | 0:21  |
| 17. | You Never Know (featuring Jean Grae)                                                               | | 7:50  |
| 18. | One (Remix) (featuring Akir)                                                                       | Whenever I Call You Friend de Kenny Loggins featuring Stevie Nicks                                   | 4:36  |